# Cheilopogon exsiliens
Cheilopogon exsiliens is een straalvinnige vissensoort uit de familie van de vliegende vissen (Exocoetidae). De wetenschappelijke naam is gepubliceerd in 1771 door Linnaeus.